# The Exit List
The Exit List was een Brits spelprogramma dat werd vertoond op ITV1. Het programma werd gepresenteerd door Matt Allwright. Deelnemers bestreden elkaar in uit twee personen bestaande teams. Het programma bestond uit twee onderdelen. In het eerste onderdeel probeerden de deelnemers zo veel mogelijk geld te verdienen door vragen te beantwoorden en in het tweede onderdeel probeerden ze het geld dat ze hadden verdiend te behouden door de Exit List te herinneren, een lijst van antwoorden die ze hebben gegeven tijdens het eerste onderdeel.
Het programma is bedacht door de Nederlander David Grifhorst en is inmiddels ook verkocht aan ABC in de Verenigde Staten.